# Диброва (Бахмутский район)
Диброва (укр. Діброва) — село Соледарской городской общине Бахмутского района Донецкой области Украины.
Код КОАТУУ — 1420985903. Население по переписи 2001 года составляет 22 человека. Почтовый индекс — 84531. Телефонный код — 6274.